# Речь (оккупационная немецкая газета)
Газета «Речь» — одно из немецких периодических изданий на оккупированной территории СССР в годы Великой Отечественной войны, многотиражная оккупационная газета на русском языке, выходившая с 1941 в Орле. По тематике схожа с газетами «Новый путь», «Голос народа» и «За родину».

## Содержание
В немецкой газете «Речь» выходящей на русском языке, как и в других оккупационных газетах, публиковались сообщения из Германии, пропагандировался новый «немецкий порядок». Историк Борис Ковалёв, в своей книге «Повседневная жизнь населения России в период нацистской оккупации» приводит статьи с такими заглавиями: «Московские палачи» (из истории ВЧК — ГПУ), «Школьный праздник» (о счастливом детстве на оккупированных территориях), обзоры фильмов, например, «Мы видели Германию». Публиковались разоблачительные материалы, так в очерке «Повесть непогашенной луны», говорилось о том, что НКВД как оружие в руках Сталина повинен в гибели М. В. Фрунзе и Бориса Пильняка — талантливого писателя, не побоявшегося написать об этом в «Повести непогашенной луны». В связи с не уничтоженными некоторыми предприятиями отступающей Красной Армией, газета «Речь» неоднократно писала о том, как «скромные и честные орловские труженики находятся на переднем крае борьбы с проклятым жидо-большевизмом». Учителям рекомендовалось использовать газету «Речь» для подготовки к урокам.
В передовице «Путь к расцвету» газеты «Речь» главный редактор Михаил Октан писал: «Нет сомнения, что художники и скульпторы покажут себя достойными сынами освобожденного народа и запечатлеют в своих произведениях бесконечную ненависть народа к большевизму, благодарность Германии и её армии и непоколебимую веру народа в своё будущее».
В культурных обзорах присутствовали материалы о тяжкой доле артистов при сталинском режиме, например, об артисте Николае Печковском. На страницах газет «Речь» давались хвалебные рецензии к антисемитским фильмам.
Иногда «Речь» перепечатывала материал других газет, например, смоленского «Нового пути».

## Редакция
По информации историка Бориса Ковалёва, главный редактор орловской газеты «Речь» Михаил Октан (Михаил Ильин) к лету 1943 года имел девять немецких орденов, был популяризатором книги «Протоколы сионских мудрецов», лектором на педагогических курсах, он же предложил, чтобы «молодожёны получали в подарок книгу Адольфа Гитлера „Моя борьба“, однако не нашёл поддержку у представителей нацистских оккупационных служб, так как они посчитали недопустимым распространение „великой книги“ среди „унтерменшей“» (недочеловеков). Известный коллаборационист Владимир Соколов (Владимир Самарин) был сотрудником газеты и заместителем редактора Михаила Октана.